# Rakaia isolata
Rakaia isolata är en spindeldjursart som beskrevs av Forster 1952. Rakaia isolata ingår i släktet Rakaia och familjen Pettalidae. Inga underarter finns listade i Catalogue of Life.